# Фатос Конголі
Фатос Конголі (алб. Fatos Kongoli; нар. 12 січня 1944, Ельбасан) — албанський письменник.
Син композитора Бакі Конголлего. Він вивчав математику у Тирані та Пекіні, а потім працював редактором і журналістом у видавництві Наїма Фрашері. У 1992 році опублікував роман I humburi, який приніс йому популярність. У 1999 вийшла його повість Dragoi i fildishtë.
Конголі був три рази удостоєний найважливішою албанською літературною премією — Срібним пером (у 2004 році він отримав Золоте перо). У 2003 він отримав нагороду «Балканіка» за роман Endrra e Damokleut.
У 2007 році був опублікований роман Lëkura e qenit, у 2008 — повість Bolero në vilën e pleqve.
31 січня 2010 нагороджений французьким орденом Почесного легіону.